# Râul Călărășanca
Râul Călărășanca este un râu din România, afluent al râului Ismar. 